# Union des social-démocrates russes à l'étranger
 (avril 2023).
L'Union des social-démocrates russes à l'étranger est une ancienne organisation de socialistes russes émigrés, créée à Genève en 1894 à l'initiative du groupe de l'Émancipation du Travail. Il avait sa propre imprimerie pour publier de la littérature révolutionnaire et publiait les journaux Rabotnik (« Le Travailleur ») et Listok Rabotnika (« Le Journal des travailleurs »). Initialement, le groupe Émancipation du Travail dirigeait l'Union et éditait ses publications. Mais par la suite, des éléments opportunistes (« Les Jeunes » ou économistes) ont pris le dessus au sein de l'Union.

## Histoire
Au printemps 1898, le premier congrès du Parti ouvrier social-démocrate russe a reconnu l'Union comme représentant du parti à l'étranger.
Lors du premier congrès de l'Union en novembre 1898, le groupe Émancipation du Travail annonce qu'il n'éditera plus les publications de l'Union. La rupture définitive et le retrait du groupe de l'Union eurent lieu lors du deuxième congrès de l'Union en avril 1900 ; le groupe Émancipation du Travail et ses partisans quittèrent le congrès et fondèrent une publication et organisation indépendante, le Sotsial-Demokrat.
D'avril 1899 à février 1902, l'Union publie Rabotcheïé Dielo (« La Cause ouvrière ») à Genève. Il a été édité par Boris N. Krichevski, Aleksandr S. Martynov, Pavel F. Teplov et Vladimir P. Ivanchine.
En septembre 1900, le 5e Congrès international socialiste de la Deuxième internationale, tenu à Paris, crée le Bureau socialiste international, l'organisation permanente de l'Internationale, avec des représentants de tous les partis socialistes qui y adhèrent. Chaque pays devait envoyer un à trois représentants à chaque réunion plénière, tenue chaque année. La Russie a d'abord envoyé Georgi Plekhanov, du groupe Emancipation du Travail, et Boris Krichevski, rédacteur en chef du Rabotcheïé Dielo, qui étaient tous deux opposés dans le conflit au sein de l'Union. Krichevski est resté membre du Bureau depuis sa formation jusqu'à la 2e réunion, en décembre 1902. Plekhanov a été délégué à plusieurs reprises entre la fondation et 1912.